# Conchil-le-Temple

Conchil-le-Temple este o comună în departamentul Pas-de-Calais, Franța. În 1 ianuarie 2022 avea o populație de 1.087 de locuitori.